# Warmzeit

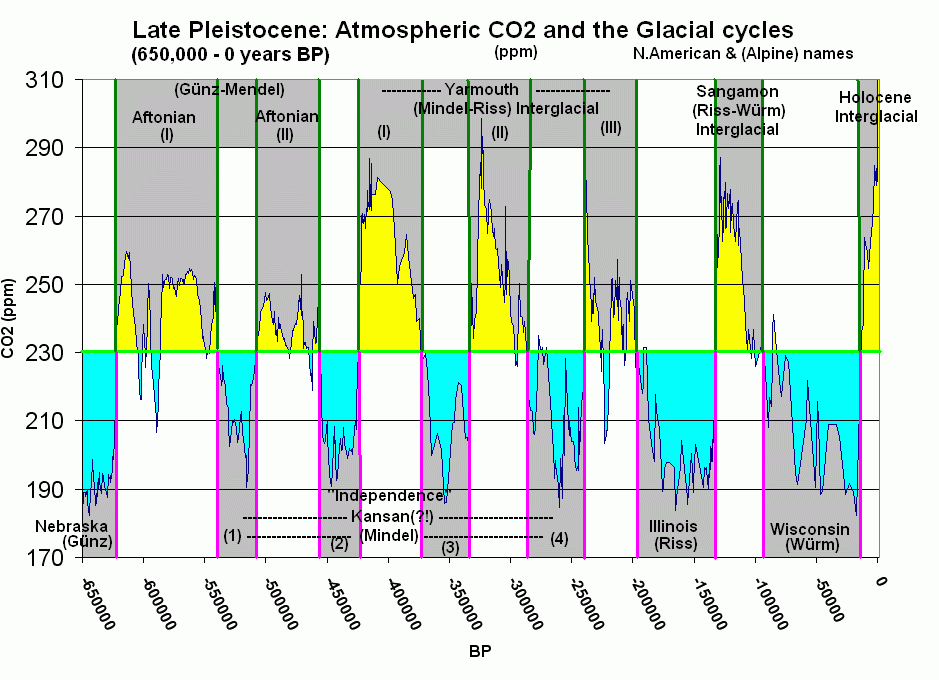
Eisbohrkerndaten der Kalt- und Warmzeiten des Quartärs

Eine Warmzeit ist in der Klimageschichte und auch in der Geologie neutral ein Zeitraum mit im Durchschnitt höheren Temperaturen zwischen zwei Zeitabschnitten mit durchschnittlich tieferen Temperaturen, sogenannten Kaltzeiten. Wenn eine Warmzeit innerhalb eines Eiszeitalters gemeint ist, so spricht man auch von Interglazial oder Zwischeneiszeit, seltener von Zwischenkaltzeit.
Gegenwärtig ist die Erde in einem Eiszeitalter, dem känozoischen Eiszeitalter. Dieses gliedert sich wiederum in kürzere Abschnitte von Kaltzeiten und Warmzeiten. Das gegenwärtige Holozän, das seit etwa 12.000 Jahren herrscht, ist eine solche Warmzeit innerhalb eines Eiszeitalters.
Längere Zeitabschnitte der Erdgeschichte mit höheren Temperaturen (etwa von der Länge von Erdperioden) werden auch als Warmzeitalter bezeichnet. In Zeiten mit Warmklimata gibt es auf der Erde normalerweise keine größeren Vereisungsgebiete, insbesondere auch nicht in den Polregionen.

## Eiszeitalter
Eisfreie Polkappen stellen erdgeschichtlich den Normalzustand dar und machen etwa 80 bis 90 Prozent der Erdgeschichte aus. Beispiele sind die Kreidezeit und das Paläogen (älteres Tertiär). Zeiten mit vereisten Polkappen, die Eiszeitalter, stellen die Ausnahme dar. Die heutige erdgeschichtliche Periode, das Quartär, ist ein solches Eiszeitalter.

## Interglaziale innerhalb eines Eiszeitalters
Der Begriff Warmzeit ist genauso wie Eiszeit unscharf. Man spricht daher besser von Zwischenkaltzeit (Interglazial).
Ein Interglazial kann als mittelskalige Klimaschwankung von etwa 10.000 bis 400.000 Jahren betrachtet werden. Das Holozän, welches bis heute andauert, ist eine solche Warmzeit innerhalb des – in größeren Zeiträumen zu sehenden – aktuellen Eiszeitalters, der pleistozänen Eiszeit.
Die letzten großen Warmzeiten (im Sinne von Zwischenkaltzeit) waren die:
- Eem-Warmzeit zwischen 128.000 und 117.000 Jahren vor heute (J.v.h) – in anderen Regionen Riß/Würm-Interglazial, Ipswichian Stage, Mikulin-Interglazial, Sangamonian Stage oder Valdivia-Interglazial benannt
- Holstein-Warmzeit zwischen 335.000 und 300.000 J.v.h. – in anderen Regionen Saale-Warmzeit oder Mindel-Riß-Interglazial benannt
- Cromer-Warmzeit zwischen 800.000 und 480.000 J.v.h. – in anderen Regionen Günz-Mindel-Interglazial benannt[3]
- Waal-Warmzeit zwischen 1.300.000 und 900.000 J.v.h.
- Tegelen-Warmzeit zwischen 2.000.000 und 1.600.000 J.v.h.

## Interstadiale
Durch die Auswertung der Sauerstoffisotopenkurve des 18O aus Bohrungen in Tiefseesedimenten und Eisbohrkernen gelangt man inzwischen zu geologisch betrachtet kleinskaligen Klimaschwankungen, den Interstadialen. Die entsprechende Datenlage verbessert sich, je mehr man sich der Gegenwart nähert. Ein Interstadial hat eine durchschnittliche Dauer von einigen hundert bis einigen tausend Jahren.